# Andy Fonseca
Andy Fonseca, vollständiger Name Andy Gustavo Fonseca Ramírez, (* 15. Januar 1996 in Montevideo) ist ein uruguayischer Fußballspieler.

## Karriere
Der 1,75 Meter große Defensivakteur Fonseca steht seit der Saison 2016 im Profikader des Zweitligisten Canadian Soccer Club. Dort debütierte er unter Trainer Matías Rosa am 10. September 2016 bei der 1:2-Auswärtsniederlage gegen den Club Atlético Rentistas mit einem Startelfeinsatz in der Segunda División. In der Saison 2016 bestritt er vier Zweitligaspiele ohne persönlichen Torerfolg für den Klub. Im Februar 2017 wechselte er zu Sud América.